# Império Heftalita
Os heftalitas ou eftalitas, também conhecidos como hunos brancos, foram uma confederação nômade na Ásia Central da Antiguidade Tardia e começo da Idade Média. O Império Heftalita, no auge de seu poder (na primeira metade do século VI), estava situado nos territórios dos atuais Afeganistão, Turcomenistão, Uzbequistão, Tajiquistão, Quirguistão, Cazaquistão, Paquistão, Índia e China. O reduto do poder heftalita foi Tocaristão nas encostas norte do Indocuche, no atual noroeste do Afeganistão. Pelas primeiras décadas do século V, os heftalitas se aliaram com o Império Sassânida contra os quidaritas e conquistaram em 467 a capital deles, Balaã (identificada como a atual Bactro) Pelo fim do século V, os heftalitas destruíram o Império Gupta e conquistaram o norte e centro da Índia. Mas, pelo fim do século VI, foram derrotados e expulsos da Índia pelos reis indianos Iasodarmã e Narasima-Gupta.
Nas crônicas chinesas, os heftalitas são chamados Yanda ou Ye-ti-i-li-do, enquanto fontes chinesas mais antigas, de c. 125, chamam-os Hoa ou Hoa-tun e os descreve como uma tribo que vive além da Grande Muralha. Em outros lugares, foram chamados "hunos brancos", sendo conhecidos pelos gregos como eftalitas, Abdel ou Avbdel, pelos indianos como Sveta Huna (hunos brancos), quionitas ou Turushka, pelos armênios como Hephthal, Hep’t’al ou Tetal, pelos sírios como Ephthalita e Tedal, pelos persas como Hephtal e Hephtel e pelos árabes e persas como Haital, Hetal, Heithal, Haiethal e Heyâthelites, enquanto o nome bactriano deles foi ηβοδαλο (Ebodalo). De acordo com muitos estudiosos especialistas, a língua falada pelos heftalitas foi uma língua iraniana oriental, mas diferente da língua bactriana que foi utilizada como a "língua oficial" e cunhada em moedas. Eles podem ser os ancestrais epônimos da moderna união tribal pastó dos durrani, a maior união tribal no Afeganistão.